# Dioscorea reticulata
Dioscorea reticulata är en enhjärtbladig växtart som beskrevs av Claude Gay. Dioscorea reticulata ingår i släktet Dioscorea och familjen Dioscoreaceae. Inga underarter finns listade i Catalogue of Life.